# Alexander Hélios
Alexander Hélios, (řecky Αλέξανδρος Ήλιος), (* 25. prosince 40 př. n. l. v Alexandrii egyptské – mezi roky 29-25 př. n. l.) byl ptolemaiovský princ, syn egyptské královny Kleopatry VII. a římského vojevůdce Marca Antonia.

## Rodina
Měl dvojče, sestru Kleopatru Seléné a mladšího bratra Ptolemaia Filadelfa.